# Онлайн-репортаж
Онлайн-репортаж — це журналістський матеріал, який транслюється в режимі реального часу в Інтернеті. Це може бути текстове повідомлення, фотографії, відео або аудіо, які розміщуються на сайті новин або соціальних медіа.
Онлайн-репортаж часто використовується в ситуаціях, коли відбувається подія, яка має великий інформаційний інтерес для широкої публіки.
У процесі онлайн репортажу журналісти швидко збирають інформацію про певну подію та відразу ж публікують її на своєму веб-сайті, блозі, соціальних мережах або інших медіаплатформах. Оскільки процес проведення онлайн репортажу відбувається в режимі реального часу, то читачі можуть отримувати актуальну та свіжу інформацію про подію майже миттєво.
Онлайн репортажі часто використовуються в новинах, спорті, політиці та інших сферах життя, де важлива швидкість та актуальність інформації. Такі репортажі можуть містити текстові описи, фото- та відео матеріали, а також аудіо та інші медіаелементи.

## Функції онлайн-репортажу
Онлайн-репортаж може виконувати різні функції залежно від його теми, цілей та аудиторії. Однак, деякі загальні функції онлайн-репортажу можуть включати:
1. Інформування: Онлайн-репортаж може допомогти в інформуванні про актуальні події та новини в режимі реального часу. Це може бути корисно для людей, які не мають можливості дивитися телевізор або слухати радіо.
2. Аналіз: Репортаж може також давати аналіз того, що відбувається, і допомагати глядачам зрозуміти глибше причини подій.
3. Взаємодія: Онлайн-репортаж може забезпечувати можливість взаємодії з авдиторією за допомогою можливості залишати коментарі. Таким чином автор може підтримати дискусію із читачами або запитати про їхні думки про події, які відбуваються в реальному часі.

## Недоліки онлайн-репортажу
Онлайн-репортаж має свої переваги, такі як швидкість розповсюдження новин, доступність для широкої аудиторії та можливість взаємодії з глядачами. Однак, він також має деякі недоліки:
1. Відсутність фізичної присутності: Онлайн-репортаж не може замінити відчуття фізичної присутності, яке може бути дуже важливим для отримання повної картини події.
2. Технічні проблеми: Технічні проблеми можуть виникнути під час трансляції, такі як проблеми з мережею, звуком та зображенням. Це може зробити репортаж менш ефективним та заплутаним.
3. Відсутність глибини: Онлайн-репортажі зазвичай є більш поверхневими, оскільки журналісти мають обмежений час для підготовки новин. Це може призвести до того, що матеріал виявиться недостовірним, міститиме помилки та не надаватиме достатньо інформації для авдиторії.